# سیانوکتون
سیانوکتون (به انگلیسی: Cyanoketone) با فرمول شیمیایی C۲۳H۳۳NO۲ یک ترکیب شیمیایی با شناسه پاب‌کم ۲۰۲۴۳ است. که جرم مولی آن ۳۵۵٫۵۱ g/mol می‌باشد.